# SU-8 fotoresist

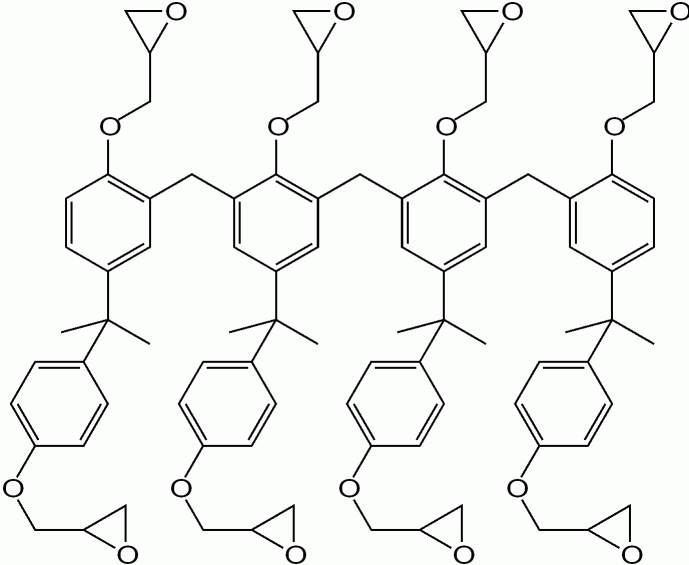
SU-8-molekylen

SU-8 är ett vanligt epoxy-baserat negativt fotoresist. Det är en väldigt viskös polymer som kan spinnbeläggas eller fördelas med en tjocklek från <1 mikrometer upp till >300 mikrometer och därefter processas med hjälp av normal mikrolitografi. Det kan användas för att mönstra mikrostrukturer med hög aspektkvot (>20). Dess maximala ljus-absorption sker vid ultravioletta våglängder kring 365 nm (det är inte praktiskt att exponera SU-8 med g-linje-ultraviolett ljus). Vid exponering så korslänkas SU-8s långa molekylkedjor vilket leder till materialsolidifiering. Alla typer av SU-8 fotoresist använder vanligen gamma-butyrolakton som primärt lösningsmedel.
SU-8 utvecklades ursprungligen som ett fotoresist för att förse mikroelektronik-industrin med högupplösningsmasker för produktion av halvledarkomponenter. I dag används det i huvudsak inom mikrofluidik (framför allt via mjuklitografi, men också genom andra stämplingstekniker såsom nanoimprint litografi) och för delar av mikroelektromekaniska system. Materialet används ofta inom bio-MEMS.
SU-8 är i hög grad transparent för ultravioletta våglängder, vilket tillåter strukturering av relativt tjocka (hundratals mikrometer) strukturer med nästan vertikala sidoväggar. Efter exponering och framkallning, så ger materialets i hög grad korslänkade struktur hög kemisk stabilitet och robusthet mot strålningsskador. Härdat korslänkat SU-8 uppvisar en mycket låg mängd av utgasning under vakuumförhållanden. Materialet är dock mycket svårt att ta bort och tenderar att utgasa i sitt oexponerade tillstånd.
Vanliga framkallningsmedel för SU-8 är 1-metoxi-2-propanolacetat och propylenglykolmonometyleteracetat (PGMEA) följt av sköljning i isopropanol (IPA).

## Nya rön
SU-8 2000 resist-serien använder cyklopentanon som primärt lösningsmedel och kan användas för att strukturera lager mellan 0,5 och 200 mikrometer i tjocklek. Denna sammansättning kan ge förbättrad vidhäftning på vissa substrat i jämförelse med tidigare kända sammansättningar.
SU-8 3000 resist-serien använder också cyklopentanon som primärt lösningsmedel och är sammansatt för att spinnbelägga tjockare lager från 4 till 150 mikrometer.